# Riaza
Riaza település Spanyolországban, Segovia tartományban. Riaza Riofrío de Riaza, Cerezo de Arriba, Ribota, Ayllón, Cantalojas, Fresno de Cantespino, Corral de Ayllón, Sequera de Fresno, Boceguillas, Grajera és Comunidad de villa y tierra de Sepúlveda községekkel határos. Lakosainak száma 2144 fő (2024).

## Népesség
A település népessége az elmúlt években az alábbi módon változott:
| Lakosok száma | 1733 | 2020 | 2291 | 2448 | 2489 | 2382 | 2138 | 2098 | 2128 | 2144 |
|               | 2001 | 2004 | 2007 | 2009 | 2012 | 2014 | 2017 | 2019 | 2022 | 2024 |